# 2-methylpyridine
2-methylpyridine of α-picoline is een organische verbinding met als brutoformule C6H7N. De stof komt voor als een heldere geel-groene vloeistof, die mengbaar is met water. 2-methylpyridine is een zwakke organische base.
In 1846 werd 2-methylpyridine voor het eerst geïsoleerd uit teer door T. Anderson. Het was daarmee de eerste pyridinebevattende verbinding die als zuivere stof werd geïsoleerd.

## Synthese
2-methylpyridine wordt bereid via twee syntheseroutes. De eerste betreft de condensatiereactie tussen aceetaldehyde of formaldehyde en ammoniak:
De tweede route verloopt door de cyclisatie van acetonitril en ethyn (de Bönnemann-cyclisatie).

## Toepassingen
2-methylpyridine wordt voornamelijk gebruikt als uitgangsstof voor de productie van 2-vinylpyridine. Daartoe wordt het in reactie gebracht met formaldehyde, waarna het ontstane alcohol gedehydreerd wordt:
Daarnaast is 2-methylpyridine een precursor voor nitrapyrine, dat gebruikt wordt als stikstofstabilisator in de landbouw.